# Believe (Mumford & Sons)
Believe is een nummer van de Britse band Mumford & Sons uit 2015. Het is de eerste single van hun derde studioalbum Wilder Mind.
"Believe" is een ballad, die anders klinkt van de voorgaande singles van Mumford & Sons. Doordat de banjo's die ze in eerdere nummers gebruikten vervangen zijn door elektrische gitaren, kent het nummer rockinvloeden, en is het folkrockgeluid weg.
Het nummer werd wereldwijd een klein hitje. In het Verenigd Koninkrijk haalde het een bescheiden 20e positie. In de Nederlandse Top 40 schopte het nummer het tot de 32e positie, en in de Vlaamse Ultratop 50 tot de 27e.